# Amborella trichopoda
Amborella trichopoda je jediný žijící zástupce rodu Amborella, čeledi Amborellaceae i samostatného řádu Amborellales. Mezi krytosemennými rostlinami zaujímá zcela jedinečné postavení, jde totiž o bazální linii krytosemenných, jediného žijícího potomka starobylé evoluční větve, která se od všech ostatních krytosemenných oddělila jako první (a dožila se dneška). Jinými slovy se dá říci, že kdybychom chtěli rozdělit krytosemenné na dvě přirozené (monofyletické) skupiny, nebyly by to tradiční jednoděložné a dvouděložné, ale Amborella a všechny ostatní.
Amborella trichopoda je dvoudomá dřevina s dvouřadě uspořádanými tuhými listy a drobnými bělavými květy. Vyskytuje se pouze na Nové Kaledonii. Tato rostlina má starobylou stavbu dřeva (v xylému najdeme jen cévice, cévy jí chybí) a také uspořádání květů vykazuje některé starobylé znaky.

## Popis

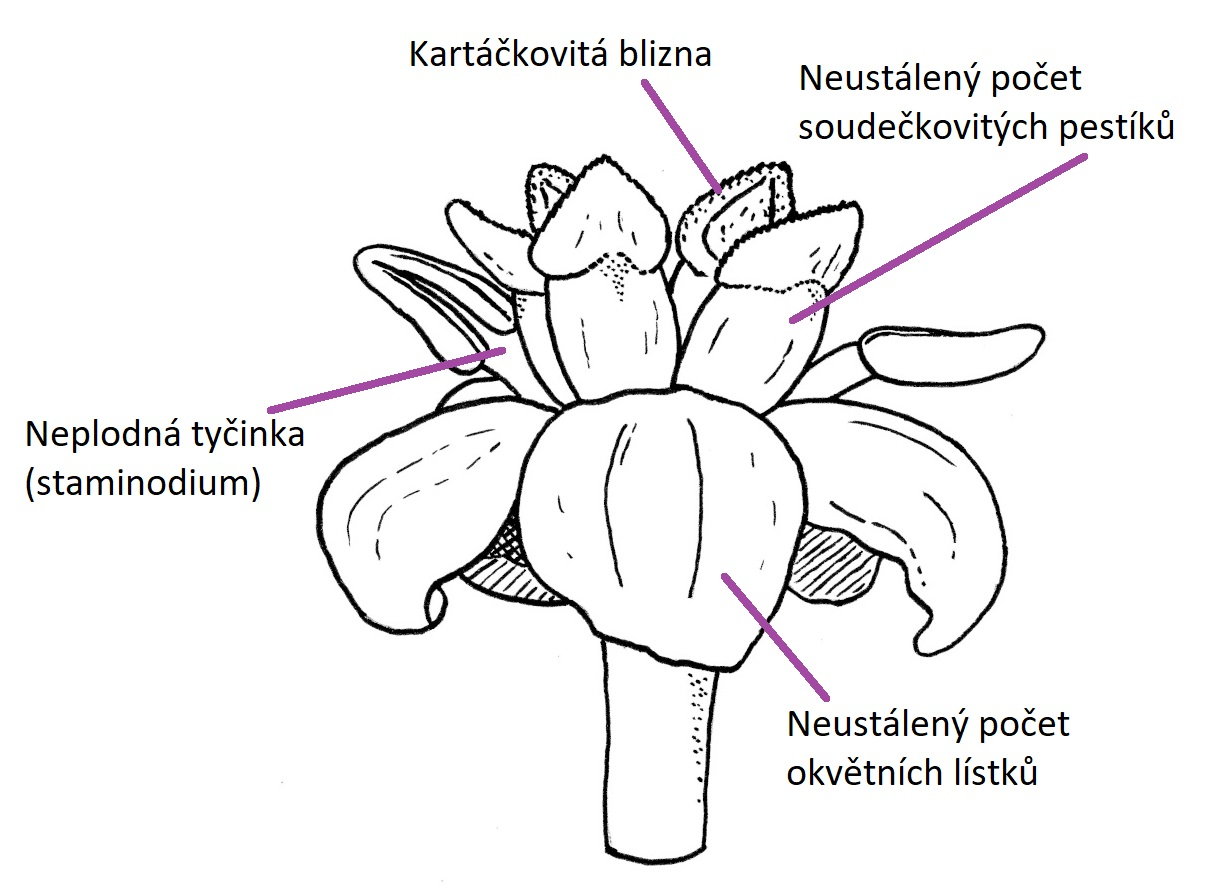
Nákres samičího květu amborely (Amborella trichopoda); skutečná velikost asi 4 mm

Amborella trichopoda je dvoudomý stálezelený keř nebo nízký strom. Listy jsou jednoduché, kožovité, střídavé, dvouřadě rozložené, bez palistů. Okraj čepele je nezřetelně zubatý, žilnatina listů je zpeřená.
Květy jsou drobné, pravidelné, jednopohlavné, v úžlabních květenstvích. Bělavé okvětí sestává z neustáleného počtu asi 7 až 11 plátků. Tyčinek je v samčích květech mnoho, prašníky jsou jen málo odlišené od ploché nitky. V samičích květech jsou zastoupeny i sterilní, redukované tyčinky (staminodia), což naznačuje, že původně byly květy oboupohlavné. Gyneceum v samičích květech je svrchní, apokarpní a tvoří je 5 až 6 volných plodolistů uspořádaných v kruhu, v podstatě bez čnělky, s bliznovou částí na vrcholu. V každém plodolistu je jedno vajíčko s laterální placentací. Plodolisty vyzrávají v souplodí peckovic.
Na některých samčích stromech mohou vzácně rozkvétat i oboupohlavné květy a byly zaznamenány i případy kompletní změny pohlaví některých jedinců (ke změně pohlaví, tedy k vytvoření květů opačného pohlaví, došlo z roku na rok).

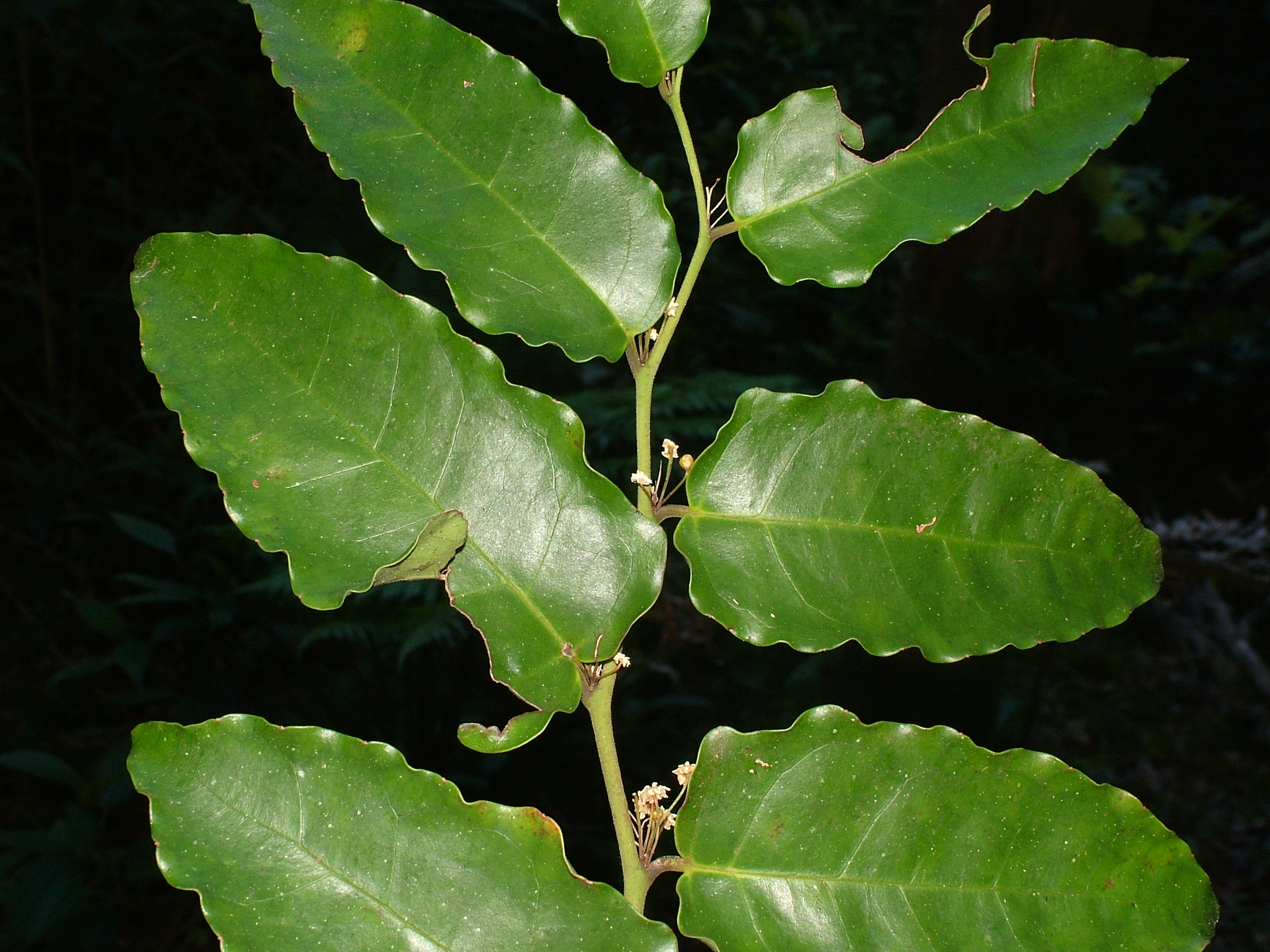
Větévka Amborella trichopoda
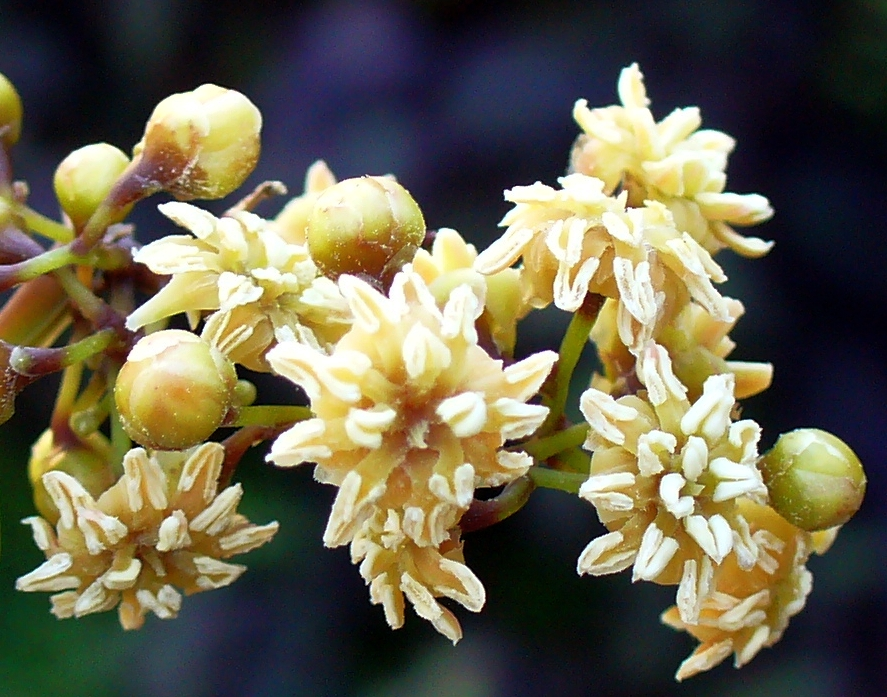
Samčí květenství Amborella trichopoda
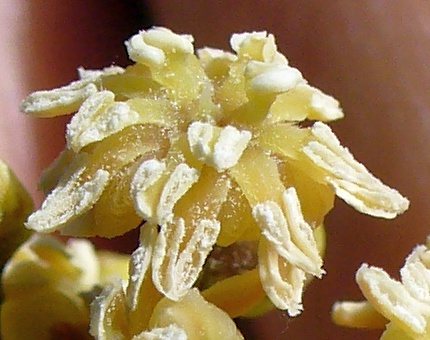
Detail samčího květu

## Rozšíření
Druh Amborella trichopoda je endemit Nové Kaledonie. Vyskytuje se v podrostu vlhkých horských lesů. V Červeném seznamu ohrožených druhů IUCN není veden jako ohrožený.

## Taxonomie
|  | Leknínotvaré (Nymphaeales)                                                                  |
|  |                                                                                             |
|  | \| \| Austrobaileyales \| \| \| \| \| \| Ostatní krytosemenné (Mesangiospermae) \| \| \| \| |
|  |                                                                                             |
|  | Austrobaileyales                                                                            |
|  |                                                                                             |
|  | Ostatní krytosemenné (Mesangiospermae)                                                      |
|  |                                                                                             |

|  | Austrobaileyales                       |
|  |                                        |
|  | Ostatní krytosemenné (Mesangiospermae) |
|  |                                        |

|  | Leknínotvaré (Nymphaeales)                                                                  |
|  |                                                                                             |
|  | \| \| Austrobaileyales \| \| \| \| \| \| Ostatní krytosemenné (Mesangiospermae) \| \| \| \| |
|  |                                                                                             |
|  | Austrobaileyales                                                                            |
|  |                                                                                             |
|  | Ostatní krytosemenné (Mesangiospermae)                                                      |
|  |                                                                                             |

|  | Austrobaileyales                       |
|  |                                        |
|  | Ostatní krytosemenné (Mesangiospermae) |
|  |                                        |

|  | Leknínotvaré (Nymphaeales)                                                                  |
|  |                                                                                             |
|  | \| \| Austrobaileyales \| \| \| \| \| \| Ostatní krytosemenné (Mesangiospermae) \| \| \| \| |
|  |                                                                                             |
|  | Austrobaileyales                                                                            |
|  |                                                                                             |
|  | Ostatní krytosemenné (Mesangiospermae)                                                      |
|  |                                                                                             |

|  | Austrobaileyales                       |
|  |                                        |
|  | Ostatní krytosemenné (Mesangiospermae) |
|  |                                        |

|  | Leknínotvaré (Nymphaeales)                                                                  |
|  |                                                                                             |
|  | \| \| Austrobaileyales \| \| \| \| \| \| Ostatní krytosemenné (Mesangiospermae) \| \| \| \| |
|  |                                                                                             |
|  | Austrobaileyales                                                                            |
|  |                                                                                             |
|  | Ostatní krytosemenné (Mesangiospermae)                                                      |
|  |                                                                                             |

|  | Austrobaileyales                       |
|  |                                        |
|  | Ostatní krytosemenné (Mesangiospermae) |
|  |                                        |

|  | Leknínotvaré (Nymphaeales)                                                                  |
|  |                                                                                             |
|  | \| \| Austrobaileyales \| \| \| \| \| \| Ostatní krytosemenné (Mesangiospermae) \| \| \| \| |
|  |                                                                                             |
|  | Austrobaileyales                                                                            |
|  |                                                                                             |
|  | Ostatní krytosemenné (Mesangiospermae)                                                      |
|  |                                                                                             |

|  | Austrobaileyales                       |
|  |                                        |
|  | Ostatní krytosemenné (Mesangiospermae) |
|  |                                        |

|  | Leknínotvaré (Nymphaeales)                                                                  |
|  |                                                                                             |
|  | \| \| Austrobaileyales \| \| \| \| \| \| Ostatní krytosemenné (Mesangiospermae) \| \| \| \| |
|  |                                                                                             |
|  | Austrobaileyales                                                                            |
|  |                                                                                             |
|  | Ostatní krytosemenné (Mesangiospermae)                                                      |
|  |                                                                                             |

|  | Austrobaileyales                       |
|  |                                        |
|  | Ostatní krytosemenné (Mesangiospermae) |
|  |                                        |

|  | Leknínotvaré (Nymphaeales)                                                                  |
|  |                                                                                             |
|  | \| \| Austrobaileyales \| \| \| \| \| \| Ostatní krytosemenné (Mesangiospermae) \| \| \| \| |
|  |                                                                                             |
|  | Austrobaileyales                                                                            |
|  |                                                                                             |
|  | Ostatní krytosemenné (Mesangiospermae)                                                      |
|  |                                                                                             |

|  | Austrobaileyales                       |
|  |                                        |
|  | Ostatní krytosemenné (Mesangiospermae) |
|  |                                        |

|  | Leknínotvaré (Nymphaeales)                                                                  |
|  |                                                                                             |
|  | \| \| Austrobaileyales \| \| \| \| \| \| Ostatní krytosemenné (Mesangiospermae) \| \| \| \| |
|  |                                                                                             |
|  | Austrobaileyales                                                                            |
|  |                                                                                             |
|  | Ostatní krytosemenné (Mesangiospermae)                                                      |
|  |                                                                                             |

|  | Austrobaileyales                       |
|  |                                        |
|  | Ostatní krytosemenné (Mesangiospermae) |
|  |                                        |

Rod Amborella byl v tradiční taxonomii řazen na základě morfologických znaků (zejména vypouklé receptákulum a peckovice) do řádu vavřínotvaré (Laurales).
V systému APG I z roku 1998 je čeleď Amborellaceae ponechána nezařazená do řádu v rámci bazálních dvouděložných. Na samém konci 90. let byly publikovány další studie založené na fylogenetických analýzách sekvencí genů, které čím dál přesvědčivěji ukazovaly, že Amborella je nejen jednou z bazálních linií krytosemenných, ale přímo sesterskou linií ostatních krytosemenných (tedy že je v rámci krytosemenných nejvíce bazální). V systému APG III z roku 2009 je pak čeleď Amborellaceae zařazena do řádu Amborellales. Druh Amborella trichopoda je shledán nejbazálnějším žijícím zástupcem krytosemenných rostlin. Je řazen do skupiny tří vývojově starých větví nižších dvouděložných rostlin, nazývané anita group. Archaické znaky, svědčící o starobylém původu, se týkají především stavby dřeva, které neobsahuje pravé cévy, dále pak stavby generativních orgánů. Pestíčky samičích květů jsou volné a mají okraje k sobě přitisklé, dosud však nesrostlé. Tyčinky mají ploché nitky a málo rozlišenou prašníkovou část.

## Mitochondriální genom
Amborella má fascinující skladbu mitochondriálního genomu: je velmi rozsáhlý (asi 3,9 Mbp, přibližně sedmkrát větší než je u krytosemenných běžné), což souvisí s tím, že kromě vlastních genů obsahuje i geny nebo celé bloky mitochondriálních genů několika dalších rostlin. Jako zdroj těchto cizorodých genů byly identifikovány zelené řasy, mechorosty i další krytosemenné rostliny, zejména vyšší dvouděložné. Mezi zdrojové organismy s vysokou pravděpodobností patří i bambusy rodu Bambusa nebo skočce (Ricinus), které se však na Nové Kaledonii nevyskytují. Kromě nejasného molekulárního a cytologického mechanismu těchto horizontálních genových transferů a jejich obrovského rozsahu tak přibývá i otázka, jak (a kdy) se vůbec mohly geny bambusů a skočců do mitochondriálního genomu amborely dostat. V případě genů řas nebo mechů se uvažuje o roli epifytismu, který je v tropických lesích běžný. V případě genů krytosemenných rostlin se pak hypotetizuje o roli parazitických rostlin z řádu santálotvaré (Santalales), jejichž geny jsou v mitochondriálním genomu amborely zastoupeny také.